# Optimale Versuchsplanung
Die Optimale Versuchsplanung, auch Optimal Experimental Design genannt ist ein Teilgebiet der statistischen Versuchsplanung.
Ziel ist es, Versuchspläne so zu konstruieren, dass z. B. bei vorgegebener Versuchsanzahl die Identifizierung der interessierenden unbekannten Größen im Sinne eines geeigneten Optimalitätskriteriums bestmöglich gelingt.
Besonders fortgeschritten und mathematisch ausgereift ist die optimale Versuchsplanung für lineare Modelle, insbesondere lineare Regressionsmodelle. Für nichtlineare Modelle gibt es ebenfalls Ansätze zur optimalen Versuchsplanung, in einem speziellen Fall siehe z. B. unter modellbasierte Versuchsplanung.

## Beispiel: Einfache lineare Regression
Die Varianzen der geschätzten Regressionsparameter (Anstieg und Absolutglied der Regressionsgeraden) hängen von den Werten der unabhängigen Variablen {\displaystyle x} an den Beobachtungsstellen ab. Falls die Werte der unabhängigen Variablen in einem gewissen Versuchsbereich einstellbar sind, sollte man diese so wählen, dass die geschätzten Regressionsparameter möglichst kleine Varianzen haben. Falls man z. B. 10 Versuche machen möchte und die {\displaystyle x}-Werte im Intervall {\displaystyle [a,b]} einstellen kann, ist es in der Regel z. B. nicht optimal, diese 10 Versuche gleichmäßig über {\displaystyle [a,b]} zu verteilen. Optimal ist 5 Versuche bei {\displaystyle x=a} und 5 Versuche bei {\displaystyle x=b} durchzuführen. Dann kann man, was auch anschaulich leicht einsehbar ist, die Gerade „am sichersten“ festlegen.

## Optimale Versuchsplanung im allgemeinen linearen Regressionsmodell
Die unbekannten Parameter in einem klassischen Modell der linearen Mehrfachregression werden durch die Kleinste-Quadrate-Schätzung erwartungstreu und varianzoptimal geschätzt (siehe Satz von Gauß-Markov). Varianzoptimal heißt hier: mit kleinster Kovarianzmatrix im Sinne der Loewner-Halbordnung. Die Inverse dieser Kovarianzmatrix wird als (Fishersche) Informationsmatrix bezeichnet. Da diese Matrizen von den unabhängigen Variablen an den Beobachtungsstellen abhängen, sind alle gängigen Optimalitätskriterien Funktionale der Informationsmatrix bzw. der Kovarianzmatrix des Kleinste-Quadrate-Schätzers.

## Beispiele für Optimalitätskriterien
D-Optimalität: Maximierung der Determinante der Informationsmatrix. Dieses Kriterium führt zur Minimierung des Volumens des Konfidenzellipsoides für die unbekannten Parameter des linearen Regressionsmodells.
A-Optimalität: Minimierung der Spur der inversen Informationsmatrix, führt zur Minimierung der mittleren Varianz der geschätzten Parameter.
E-Optimalität: Maximierung des minimalen Eigenwertes der Informationsmatrix, führt zur Minimierung der maximal möglichen Varianz der Komponenten des geschätzten Parametervektors.
Einige Kriterien beziehen sich auf die Varianz einer Vorhersage im linearen Regressionsmodell, z. B. die
G-Optimalität: führt zur Minimierung der maximal möglichen Varianz der Vorhersage in einem festgelegten Prognosebereich.
I-Optimalität: minimiert die durchschnittliche Vorhersagevarianz im ganzen Versuchsraum (englisch design space).

## Theorie der optimalen Versuchsplanung
Man verzichtet zunächst auf die Abhängigkeit von der Versuchsanzahl {\displaystyle n} und betrachtet Versuchspläne als ein normiertes Maß über dem Versuchsbereich. Für Optimalitätskriterien, die Funktionale der Informationsmatrix sind, kann man sich auf diskrete Versuchsplanmaße beschränken, siehe und findet optimale Pläne mit Mitteln der konvexen Optimierung. Eine große Rolle spielen dabei sogenannte Äquivalenzsätze, siehe, die für ein gegebenes Kriterium ein äquivalentes Optimalitätskriterium liefern, das häufig Möglichkeiten zur iterativen Bestimmung näherungsweise optimaler Pläne bereithält. Zur konkreten Anwendung eines optimalen Versuchsplanmaßes für gegebenen Stichprobenumfang {\displaystyle n} hat man die Gewichte dieses (diskreten) Planmaßes auf Vielfache von {\displaystyle 1/n} zu runden.

## Historische Entwicklung
Kirstine Smith (1918) benutzte bereits das Kriterion der G-Optimalität, siehe. Von einer Theorie der optimalen Versuchsplanung kann man seit Gustav Elfving (1952) sprechen, siehe, insbesondere aber seit Jack Kiefer (1959).
In Deutschland haben insbesondere Hans Walter Bandemer (1973) (siehe),
Friedrich Pukelsheim (1980) (siehe) und H. Dette zur Entwicklung der optimalen Versuchsplanung beigetragen, siehe z. B.

## Standardwerke
- V. V. Fedorov: Theory of Optimal Experiments. Academic Press, New York 1972
- S. D. Silvey: Optimal Design. Chapman and Hall, London 1980
- A. Pazman: Foundations of Optimum Experimental Design. Reichel, Dordrecht 1986
- A. C. Atkinson, A. N. Donev: Optimum Experimental Design. Clarendon Press, Oxford 1992
- F. Pukelsheim: Optimal Design of Experiments. Wiley, New York 1993

Deutschsprachige Werke
- H. Bandemer, (mit einem Autorenkollektiv): Theorie und Anwendung der optimalen Versuchsplanung. Band 1, Akademieverlag, Berlin 1977.
- O. Krafft: Lineare statistische Modelle und optimale Versuchspläne. Vandenhoeck & Ruprecht, Göttingen 1978.
- H. Bandemer, W. Näther: Theorie und Anwendung der optimalen Versuchsplanung. Band 2, Akademieverlag, Berlin 1980.